# Maes/Diskografie
Diese Diskografie ist eine Übersicht über die musikalischen Werke des französischen Rappers Maes. Den Schallplattenauszeichnungen zufolge hat er bisher mehr als 10,9 Millionen Tonträger verkauft. Seine erfolgreichste Veröffentlichung ist das Album Les derniers salopards mit über 540.000 Millionen verkauften Einheiten.

## Alben

### Studioalben
| Jahr | Titel Musiklabel                                              | Höchstplatzierung, Gesamtwochen, AuszeichnungChartplatzierungen (Jahr, Titel, Musiklabel, Platzierungen, Wochen, Auszeichnungen, Anmerkungen) | Höchstplatzierung, Gesamtwochen, AuszeichnungChartplatzierungen (Jahr, Titel, Musiklabel, Platzierungen, Wochen, Auszeichnungen, Anmerkungen) | Höchstplatzierung, Gesamtwochen, AuszeichnungChartplatzierungen (Jahr, Titel, Musiklabel, Platzierungen, Wochen, Auszeichnungen, Anmerkungen) | Anmerkungen                                                 |
| Jahr | Titel Musiklabel                                              | FR | BEW | CH | Anmerkungen                                                 |
| ---- | ------------------------------------------------------------- | --- | --- | --- | ----------------------------------------------------------- |
| 2018 | Pure LDS Production / Capitol Records (UMG)                   | FR5 ×2Doppelplatin · (154 Wo.)FR | BEW25 (133 Wo.)BEW | CH36 (1 Wo.)CH | Erstveröffentlichung: 30. November 2018 Verkäufe: + 200.000 |
| 2020 | Les derniers salopards LDS Production / Capitol Records (UMG) | FR1 Diamant · (156 Wo.)FR | BEW1 ×2Doppelplatin · (233 Wo.)BEW | CH2 (28 Wo.)CH | Erstveröffentlichung: 17. Januar 2020 Verkäufe: + 540.000   |
| 2023 | Omerta Omerta 47 Records                                      | FR3 Platin · (… Wo.)FR | BEW5 Gold · (38 Wo.)BEW | CH2 (9 Wo.)CH | Erstveröffentlichung: 10. März 2023 Verkäufe: + 110.000     |
| 2024 | La vie continue Omerta 47 Records                             | FR1 Platin · (… Wo.)FR | BEW1 (… Wo.)BEW | CH7 (7 Wo.)CH | Erstveröffentlichung: 18. Juli 2024 Verkäufe: + 100.000     |

### Mixtapes
| Jahr | Titel                                 | Höchstplatzierung, Gesamtwochen, AuszeichnungChartplatzierungen (Jahr, Titel, Platzierungen, Wochen, Auszeichnungen, Anmerkungen) | Höchstplatzierung, Gesamtwochen, AuszeichnungChartplatzierungen (Jahr, Titel, Platzierungen, Wochen, Auszeichnungen, Anmerkungen) | Höchstplatzierung, Gesamtwochen, AuszeichnungChartplatzierungen (Jahr, Titel, Platzierungen, Wochen, Auszeichnungen, Anmerkungen) | Anmerkungen                                                 |
| Jahr | Titel                                 | FR | BEW | CH | Anmerkungen                                                 |
| ---- | ------------------------------------- | --- | --- | --- | ----------------------------------------------------------- |
| 2017 | Réelle vie LDS Production             | — | — | — | Erstveröffentlichung: 10. Januar 2017                       |
| 2018 | Réelle vie 2.0 LDS Production         | FR65 Gold · (50 Wo.)FR | BEW135 (29 Wo.)BEW | — | Erstveröffentlichung: 2. März 2018 Verkäufe: + 50.000       |
| 2021 | Réelle vie 3.0 LDS Production         | FR3 Platin · (64 Wo.)FR | BEW4 (49 Wo.)BEW | CH7 (2 Wo.)CH | Erstveröffentlichung: 22. Dezember 2021 Verkäufe: + 100.000 |
| 2024 | En attendant LVC II Omerta 47 Records | FR19 (16 Wo.)FR | BEW13 (11 Wo.)BEW | CH37 (2 Wo.)CH | Erstveröffentlichung: 14. Juni 2024                         |

## Singles

### Als Leadmusiker
| Jahr | Titel Album                            | Höchstplatzierung, Gesamtwochen, AuszeichnungChartplatzierungen (Jahr, Titel, Album, Platzierungen, Wochen, Auszeichnungen, Anmerkungen) | Höchstplatzierung, Gesamtwochen, AuszeichnungChartplatzierungen (Jahr, Titel, Album, Platzierungen, Wochen, Auszeichnungen, Anmerkungen) | Höchstplatzierung, Gesamtwochen, AuszeichnungChartplatzierungen (Jahr, Titel, Album, Platzierungen, Wochen, Auszeichnungen, Anmerkungen) | Anmerkungen                                                              |
| Jahr | Titel Album                            | FR | BEW | CH | Anmerkungen                                                              |
| --- | -------------------------------------- | --- | --- | --- | ------------------------------------------------------------------------ |
| 2018 | Billets verts Pure                     | FR10 Diamant · (78 Wo.)FR | — | — | Erstveröffentlichung: 27. Juli 2018 Verkäufe: + 333.333                  |
| 2018 | Avenue Montaigne Pure                  | FR33 Gold · (14 Wo.)FR | — | — | Erstveröffentlichung: 12. Oktober 2018 Verkäufe: + 100.000               |
| 2018 | Madrina Pure                           | FR1 Diamant · (84 Wo.)FR | BEW31 (7 Wo.)BEW | CH49 (2 Wo.)CH | Erstveröffentlichung: 26. Oktober 2018 Verkäufe: + 333.333; feat. Booba  |
| 2019 | Mama Pure                              | FR16 Diamant · (16 Wo.)FR | — | — | Erstveröffentlichung: 25. Januar 2019 Verkäufe: + 333.333                |
| 2019 | NWR –                                  | FR40 Gold · (8 Wo.)FR | — | — | Erstveröffentlichung: 26. April 2019 Verkäufe: + 100.000                 |
| 2019 | Street Les derniers salopards          | FR4 Diamant · (41 Wo.)FR | BEW27 (2 Wo.)BEW | CH63 (1 Wo.)CH | Erstveröffentlichung: 1. November 2019 Verkäufe: + 333.333               |
| 2019 | Liquide rouge –                        | FR50 (6 Wo.)FR | — | — | Erstveröffentlichung: 13. Dezember 2019                                  |
| 2020 | Distant Les denieres salopards         | FR3 Diamant · (61 Wo.)FR | BEW11 (12 Wo.)BEW | CH24 (9 Wo.)CH | Erstveröffentlichung: 10. Januar 2020 Verkäufe: + 333.333; feat. Ninho   |
| 2020 | Blanche Les derniers salopards         | FR2 Diamant · (70 Wo.)FR | BEW49 (2 Wo.)BEW | CH10 (7 Wo.)CH | Erstveröffentlichung: 6. März 2020 Verkäufe: + 333.333; feat. Booba      |
| 2020 | Dybala Les derniers salopards          | FR3 Diamant · (78 Wo.)FR | — | CH22 (6 Wo.)CH | Erstveröffentlichung: 26. Juni 2020 Verkäufe: + 333.333; feat. Jul       |
| 2021 | Kalenji Réelle vie 3.0                 | FR126 (2 Wo.)FR | — | — | Erstveröffentlichung: 22. Dezember 2021 feat. Zkr                        |
| 2022 | Fetty Wap Omerta                       | FR2 Diamant · (45 Wo.)FR | BEW28 Gold · (8 Wo.)BEW | CH66 (5 Wo.)CH | Erstveröffentlichung: 11. November 2022 Verkäufe: + 343.333              |
| 2023 | Galactic Omerta                        | FR1 Diamant · (24 Wo.)FR | BEW30 Gold · (4 Wo.)BEW | CH45 (3 Wo.)CH | Erstveröffentlichung: 5. Januar 2023 Verkäufe: + 343.333                 |
| 2023 | Opaque Omerta                          | FR33 (5 Wo.)FR | — | — | Erstveröffentlichung: 15. Februar 2023                                   |
| 2023 | Méchant Omerta                         | FR38 (2 Wo.)FR | — | — | Erstveröffentlichung: 22. Juni 2023                                      |
| 2023 | Akatsuki –                             | FR17 (5 Wo.)FR | — | — | Erstveröffentlichung: 2. November 2023                                   |
| 2024 | 4Motion La vie continue                | FR15 Platin · (18 Wo.)FR | BEW— GoldBEW | CH68 (1 Wo.)CH | Erstveröffentlichung: 29. Februar 2024 Verkäufe: + 210.000; feat. PLK    |
| 2024 | Survie La vie continue                 | FR6 Platin · (21 Wo.)FR | BEW35 Gold · (3 Wo.)BEW | CH64 (1 Wo.)CH | Erstveröffentlichung: 23. Mai 2024 Verkäufe: + 210.000; feat. Ninho      |
| 2024 | Magie La vie continue                  | FR109 Gold · (13 Wo.)FR | BEW— GoldBEW | — | Erstveröffentlichung: 19. Juni 2024 Verkäufe: + 10.000                   |
| 2024 | FC Beaudottes La vie continue          | FR47 (4 Wo.)FR | — | — | Erstveröffentlichung: 21. Oktober 2024                                   |
| Folgende Lieder erschienen nicht als Single, wurden aber durch das Album zum Download und Streaming bereitgestellt und konnten somit eine Platzierung erlangen: |                                        | | | |                                                                          |
| |                                        | | | |                                                                          |
| 2018 | J’voulais Pure                         | FR18 Gold · (8 Wo.)FR | — | — | Charteinstieg: 7. Dezember 2018 Verkäufe: + 100.000                      |
| 2018 | LDS Pure                               | FR25 (2 Wo.)FR | — | — | Charteinstieg: 7. Dezember 2018                                          |
| 2018 | Weed Pure                              | FR37 Gold · (3 Wo.)FR | — | — | Charteinstieg: 7. Dezember 2018 Verkäufe: + 100.000; feat. Zed           |
| 2018 | Zipette Pure                           | FR41 Gold · (2 Wo.)FR | — | — | Charteinstieg: 7. Dezember 2018 Verkäufe: + 100.000                      |
| 2018 | Fumer Pure                             | FR52 (2 Wo.)FR | — | — | Charteinstieg: 7. Dezember 2018                                          |
| 2018 | Mula Pure                              | FR53 (2 Wo.)FR | — | — | Charteinstieg: 7. Dezember 2018                                          |
| 2018 | Vue Pure                               | FR54 (2 Wo.)FR | — | — | Charteinstieg: 7. Dezember 2018                                          |
| 2018 | Panamera Pure                          | FR60 (1 Wo.)FR | — | — | Charteinstieg: 7. Dezember 2018                                          |
| 2018 | Depardieu Pure                         | FR62 (1 Wo.)FR | — | — | Charteinstieg: 7. Dezember 2018                                          |
| 2018 | Bâtiment Pure                          | FR82 (1 Wo.)FR | — | — | Charteinstieg: 7. Dezember 2018                                          |
| 2018 | Particulière Pure                      | FR90 (1 Wo.)FR | — | — | Charteinstieg: 7. Dezember 2018                                          |
| 2018 | Outro Pure                             | FR94 (1 Wo.)FR | — | — | Charteinstieg: 7. Dezember 2018                                          |
| 2020 | Dragovic Les derniers salopards        | FR8 Diamant · (30 Wo.)FR | — | — | Charteinstieg: 24. Januar 2020 Verkäufe: + 333.333                       |
| 2020 | Elvira Les derniers salopards          | FR9 Gold · (9 Wo.)FR | — | — | Charteinstieg: 24. Januar 2020 Verkäufe: + 100.000                       |
| 2020 | Mémoire Les derniers salopards         | FR12 Gold · (9 Wo.)FR | — | — | Charteinstieg: 24. Januar 2020 Verkäufe: + 100.000                       |
| 2020 | Les gens disent Les derniers salopards | FR13 Gold · (6 Wo.)FR | — | — | Charteinstieg: 24. Januar 2020 Verkäufe: + 100.000                       |
| 2020 | Police Les derniers salopards          | FR14 Gold · (7 Wo.)FR | — | — | Charteinstieg: 24. Januar 2020 Verkäufe: + 100.000                       |
| 2020 | Imparfait Les derniers salopards       | FR13 Platin · (18 Wo.)FR | — | — | Charteinstieg: 24. Januar 2020 Verkäufe: + 200.000                       |
| 2020 | A côté de moi Les derniers salopards   | FR16 Gold · (6 Wo.)FR | — | — | Charteinstieg: 24. Januar 2020 Verkäufe: + 100.000                       |
| 2020 | Marco Polo Les derniers salopards      | FR17 Gold · (6 Wo.)FR | — | — | Charteinstieg: 24. Januar 2020 Verkäufe: + 100.000                       |
| 2020 | Étoile Les derniers salopards          | FR18 Gold · (7 Wo.)FR | — | — | Charteinstieg: 24. Januar 2020 Verkäufe: + 100.000                       |
| 2020 | Chromé Les derniers salopards          | FR19 Gold · (6 Wo.)FR | — | — | Charteinstieg: 24. Januar 2020 Verkäufe: + 100.000                       |
| 2020 | Prioritaire Les derniers salopards     | FR28 Gold · (10 Wo.)FR | — | — | Charteinstieg: 24. Juli 2020 Verkäufe: + 100.000                         |
| 2020 | Menotté Les derniers salopards         | FR113 (1 Wo.)FR | — | — | Charteinstieg: 24. Juli 2020                                             |
| 2020 | Neb nedal Les derniers salopards       | FR146 (1 Wo.)FR | — | — | Charteinstieg: 24. Juli 2020                                             |
| 2021 | Platine o plomo Réelle vie 3.0         | FR4 (4 Wo.)FR | BEW34 (1 Wo.)BEW | CH47 (1 Wo.)CH | Charteinstieg: 3. Dezember 2021 feat. Booba                              |
| 2021 | Mardi gras Réelle vie 3.0              | FR6 Platin · (17 Wo.)FR | — | CH67 (1 Wo.)CH | Charteinstieg: 3. Dezember 2021 Verkäufe: + 200.000; feat. Tiakola & Zed |
| 2021 | Profesor Réelle vie 3.0                | FR11 (3 Wo.)FR | — | — | Charteinstieg: 3. Dezember 2021                                          |
| 2021 | Le maire Réelle vie 3.0                | FR14 Gold · (4 Wo.)FR | — | CH81 (1 Wo.)CH | Charteinstieg: 3. Dezember 2021 Verkäufe: + 100.000                      |
| 2021 | Sachet Réelle vie 3.0                  | FR15 (2 Wo.)FR | — | — | Charteinstieg: 3. Dezember 2021                                          |
| 2021 | T-Max 560 Réelle vie 3.0               | FR19 (2 Wo.)FR | — | — | Charteinstieg: 3. Dezember 2021                                          |
| 2021 | Argent sal Réelle vie 3.0              | FR29 (2 Wo.)FR | — | — | Charteinstieg: 3. Dezember 2021                                          |
| 2021 | Özil Réelle vie 3.0                    | FR31 (2 Wo.)FR | — | — | Charteinstieg: 3. Dezember 2021                                          |
| 2021 | Berline noir Réelle vie 3.0            | FR33 (2 Wo.)FR | — | — | Charteinstieg: 3. Dezember 2021                                          |
| 2021 | Local Réelle vie 3.0                   | FR34 (2 Wo.)FR | — | — | Charteinstieg: 3. Dezember 2021                                          |
| 2021 | Hypocrite Réelle vie 3.0               | FR37 (2 Wo.)FR | — | — | Charteinstieg: 3. Dezember 2021                                          |
| 2021 | La planque Réelle vie 3.0              | FR38 (2 Wo.)FR | — | — | Charteinstieg: 3. Dezember 2021                                          |
| 2021 | De Niro Réelle vie 3.0                 | FR42 (2 Wo.)FR | — | — | Charteinstieg: 3. Dezember 2021                                          |
| 2021 | Quotidien Réelle vie 3.0               | FR49 (2 Wo.)FR | — | — | Charteinstieg: 3. Dezember 2021                                          |
| 2023 | La Pègre Omerta                        | FR8 Gold · (8 Wo.)FR | — | CH78 (1 Wo.)CH | Charteinstieg: 20. März 2023 Verkäufe: + 100.000; feat. Gazo             |
| 2023 | Velar Omerta                           | FR12 Gold · (7 Wo.)FR | — | — | Charteinstieg: 20. März 2023 Verkäufe: + 100.000; feat. Koba LaD         |
| 2023 | B22 Omerta                             | FR25 (3 Wo.)FR | — | — | Charteinstieg: 20. März 2023 feat. Niska                                 |
| 2023 | Malembé Omerta                         | FR30 (4 Wo.)FR | — | CH99 (1 Wo.)CH | Charteinstieg: 20. März 2023 feat. Gims                                  |
| 2023 | Le Moine Omerta                        | FR44 (2 Wo.)FR | — | — | Charteinstieg: 20. März 2023                                             |
| 2023 | Frank Lucas Omerta                     | FR52 (1 Wo.)FR | — | — | Charteinstieg: 20. März 2023                                             |
| 2023 | Criminel Omerta                        | FR59 (2 Wo.)FR | — | CH97 (1 Wo.)CH | Charteinstieg: 20. März 2023 feat. Morad                                 |
| 2023 | Intro (Omerta) Omerta                  | FR61 (2 Wo.)FR | — | — | Charteinstieg: 20. März 2023                                             |
| 2023 | Omerta                                 | FR63 (2 Wo.)FR | — | — | Charteinstieg: 20. März 2023                                             |
| 2023 | Quand T’es Là Omerta                   | FR65 (1 Wo.)FR | — | — | Charteinstieg: 20. März 2023                                             |
| 2023 | Arai Omerta                            | FR72 (1 Wo.)FR | — | — | Charteinstieg: 20. März 2023                                             |
| 2023 | Rif Omerta                             | FR77 (1 Wo.)FR | — | — | Charteinstieg: 20. März 2023                                             |
| 2023 | Haut et bas Omerta                     | FR80 (1 Wo.)FR | — | — | Charteinstieg: 20. März 2023                                             |
| 2023 | Boîte à gants Omerta                   | FR98 (1 Wo.)FR | — | — | Charteinstieg: 20. März 2023 feat. Kayna Samet                           |
| 2023 | La moto Omerta                         | FR104 (1 Wo.)FR | — | — | Charteinstieg: 20. März 2023                                             |
| 2023 | La Honda Omerta                        | FR110 (1 Wo.)FR | — | — | Charteinstieg: 20. März 2023                                             |
| 2023 | Manon Omerta                           | FR120 (1 Wo.)FR | — | — | Charteinstieg: 20. März 2023                                             |
| 2024 | Cordillère La vie continue             | FR22 Platin · (28 Wo.)FR | BEW— GoldBEW | — | Verkäufe: + 210.000; feat. Werenoi                                       |
| 2024 | Interpol La vie continue               | FR45 Gold · (10 Wo.)FR | BEW— GoldBEW | — | Verkäufe: + 110.000                                                      |
| 2024 | Hermès La vie continue                 | FR103 (2 Wo.)FR | — | — |                                                                          |
| 2024 | Sevran B La vie continue               | FR113 (5 Wo.)FR | — | — |                                                                          |
| 2024 | 93 La vie continue                     | FR153 (1 Wo.)FR | — | — |                                                                          |
| 2024 | Mario La vie continue                  | FR160 (1 Wo.)FR | — | — |                                                                          |
| 2024 | Valhalla La vie continue               | FR174 (1 Wo.)FR | — | — |                                                                          |

### Als Gastmusiker
| Jahr | Titel Album                            | Höchstplatzierung, Gesamtwochen, AuszeichnungChartplatzierungen (Jahr, Titel, Album, Platzierungen, Wochen, Auszeichnungen, Anmerkungen) | Höchstplatzierung, Gesamtwochen, AuszeichnungChartplatzierungen (Jahr, Titel, Album, Platzierungen, Wochen, Auszeichnungen, Anmerkungen) | Höchstplatzierung, Gesamtwochen, AuszeichnungChartplatzierungen (Jahr, Titel, Album, Platzierungen, Wochen, Auszeichnungen, Anmerkungen) | Anmerkungen                                                                      |
| Jahr | Titel Album                            | FR | BEW | CH | Anmerkungen                                                                      |
| --- | -------------------------------------- | --- | --- | --- | -------------------------------------------------------------------------------- |
| 2019 | Tes rêves Mainmise                     | FR44 Gold · (5 Wo.)FR | — | — | Erstveröffentlichung: 1. März 2019 Verkäufe: + 100.000; Dabs feat. Maes          |
| 2019 | Rude Dracarys                          | FR80 Gold · (3 Wo.)FR | — | — | Erstveröffentlichung: 1. März 2019 Verkäufe: + 100.000; Benab feat. Maes         |
| 2019 | Matin L’affranchi                      | FR23 Gold · (26 Wo.)FR | — | — | Erstveröffentlichung: 28. Juni 2019 Verkäufe: + 100.000; Koba LaD feat. Maes     |
| 2019 | L’odeur du charbon Summer Crack 4      | FR18 Diamant · (34 Wo.)FR | — | — | Erstveröffentlichung: 28. Juni 2019 Verkäufe: + 333.333; Dosseh feat. Maes       |
| 2020 | Le dire Architecte                     | FR28 Gold · (12 Wo.)FR | — | — | Erstveröffentlichung: 21. Februar 2020 Verkäufe: + 100.000; Da Uzi feat. Maes    |
| 2020 | Euros Neverland                        | FR13 Gold · (16 Wo.)FR | — | — | Erstveröffentlichung: 26. Juni 2020 RK feat. Maes                                |
| 2020 | Boston George R.I.P.R.O 4              | FR3 Diamant · (23 Wo.)FR | — | CH64 (1 Wo.)CH | Erstveröffentlichung: 23. Oktober 2020 Verkäufe: + 333.333; Lacrim feat. Maes    |
| 2020 | Coffre plein Détail                    | FR2 Gold · (41 Wo.)FR | BEW7 (6 Wo.)BEW | CH19 (4 Wo.)CH | Erstveröffentlichung: 23. Oktober 2020 Koba LaD feat. Maes & Zed                 |
| 2021 | Petit coeur 100 rancunes               | FR65 (2 Wo.)FR | — | — | Erstveröffentlichung: 29. Juni 2021 RK feat. Maes                                |
| 2021 | Maison d’arrêt Toujours nous-mêmes     | FR23 Gold · (11 Wo.)FR | — | — | Erstveröffentlichung: 6. August 2021 Hornet La Frappe feat. Maes                 |
| 2021 | Faya Au clair de la rue (Part.2)       | FR56 (2 Wo.)FR | — | — | Erstveröffentlichung: 27. Oktober 2021 Benab feat. Maes                          |
| 2021 | Passat Ocho                            | FR35 Diamant · (62 Wo.)FR | — | — | Erstveröffentlichung: 9. Dezember 2021 SDM feat. Maes                            |
| 2022 | Parapluie A l’aube                     | FR65 (6 Wo.)FR | — | — | Erstveröffentlichung: 9. Juni 2022 Soso Maness feat. Maes                        |
| 2022 | Selfie Telegram                        | FR15 Platin · (19 Wo.)FR | — | — | Erstveröffentlichung: 23. September 2022 Verkäufe: + 200.000; Werenoi feat. Maes |
| 2023 | Bénéfice Voltaire                      | FR50 (2 Wo.)FR | — | — | Erstveröffentlichung: 18. Januar 2023 Fresh laDouille feat. Maes                 |
| 2024 | Cagoulé Mandat de Dépôt                | FR167 (1 Wo.)FR | — | — | Erstveröffentlichung: 7. Juni 2024 Niaks feat. Maes                              |
| 2024 | Guardia Soledad - saison 1             | FR64 (2 Wo.)FR | — | — | Erstveröffentlichung: 4. Oktober 2024 Lartiste feat. Maes                        |
| 2025 | Parano –                               | FR102 (1 Wo.)FR | — | — | Erstveröffentlichung: 9. Mai 2025 Gaulois feat. Maes                             |
| Folgende Lieder erschienen nicht als Single, wurden aber durch das Album zum Download und Streaming bereitgestellt und konnten somit eine Platzierung erlangen: |                                        | | | |                                                                                  |
| |                                        | | | |                                                                                  |
| 2019 | Cartelo Mental                         | FR30 Gold · (4 Wo.)FR | — | — | Charteinstieg: 14. September 2019 PLK feat. Maes                                 |
| 2019 | ASB Ce monde est cruel                 | FR18 (3 Wo.)FR | — | — | Charteinstieg: 11. Oktober 2019 Vald feat. Maes                                  |
| 2019 | Stupéfiant                             | FR58 (4 Wo.)FR | — | — | Charteinstieg: 11. Oktober 2019 Niro feat. Maes                                  |
| 2020 | Ailleurs Caliente                      | FR7 Diamant · (26 Wo.)FR | — | — | Charteinstieg: 6. März 2020 Verkäufe: + 333.333; Timal feat. Maes                |
| 2020 | Pourcent Carré VIP                     | FR38 (4 Wo.)FR | — | — | Charteinstieg: 6. März 2020 Naps feat. Maes                                      |
| 2020 | Béni Heartbreak Life                   | FR53 (4 Wo.)FR | — | — | Charteinstieg: 13. März 2020 Kaza feat. Maes                                     |
| 2020 | 10K Vol 169                            | FR5 Platin · (37 Wo.)FR | — | CH67 (3 Wo.)CH | Charteinstieg: 30. Mai 2020 Verkäufe: + 200.000; Bolémvn feat. Maes              |
| 2020 | Riina Toto Blo II                      | FR32 (3 Wo.)FR | — | — | Charteinstieg: 4. Dezember 2020 13 Block feat. Maes                              |
| 2021 | Andale Au clair de la rue, Part. 1     | FR22 Gold · (4 Wo.)FR | — | — | Charteinstieg: 7. März 2021 Verkäufe: + 100.000; Benab feat. Maes                |
| 2021 | VVV Ultra                              | FR3 Platin · (15 Wo.)FR | — | CH26 (2 Wo.)CH | Charteinstieg: 14. März 2021 Booba feat. Maes                                    |
| 2021 | N26 Toxic                              | FR91 (3 Wo.)FR | — | — | Charteinstieg: 7. Mai 2021 Kaza feat. Maes                                       |
| 2021 | MPLT Substance                         | FR68 (3 Wo.)FR | — | — | Charteinstieg: 21. Mai 2021 Bramsito feat. Maes                                  |
| 2021 | Derrière nos tours 17%                 | FR35 (3 Wo.)FR | — | — | Charteinstieg: 21. Mai 2021 Leto feat. Maes                                      |
| 2021 | Colis Petit Prince                     | FR32 (3 Wo.)FR | — | — | Charteinstieg: 30. Oktober 2021 Larry feat. Maes                                 |
| 2021 | Rhum & Machette Akimbo                 | FR9 Gold · (5 Wo.)FR | — | — | Charteinstieg: 6. November 2021 Verkäufe: + 100.000; Ziak feat. Maes             |
| 2021 | Blue Magic Le monde est méchant        | FR8 Platin · (16 Wo.)FR | BEW47 (1 Wo.)BEW | CH61 (1 Wo.)CH | Charteinstieg: 12. November 2021 Verkäufe: + 200.000; Niska feat. Maes           |
| 2023 | La danse du Roro En temps réel         | FR5 Gold · (9 Wo.)FR | — | — | Charteinstieg: 5. Mai 2023 Naps feat. Koba LaD & Maes                            |
| 2023 | Mocro Mafia Innocente (Deluxe Edition) | FR93 (2 Wo.)FR | — | — | Charteinstieg: 20. Mai 2023 Baby Gang feat. Maes                                 |
| 2024 | La vie de star Pyramide                | FR15 Gold · (5 Wo.)FR | — | — | Werenoi feat. Maes & Sch                                                         |
| 2024 | Culiacán LVDR (La vie de roni)         | FR84 (2 Wo.)FR | — | — | Heuss l’Enfoiré feat. Maes                                                       |

## Statistik

### Chartauswertung
|                     | FR    | BEW     | CH    |
| ------------------- | ----- | ------- | ----- |
| Nummer-eins-Alben   | FR2FR | BEW2BEW | CH—CH |
| Top-10-Alben        | FR5FR | BEW4BEW | CH4CH |
| Alben in den Charts | FR7FR | BEW7BEW | CH6CH |

|                       | FR      | BEW      | CH     |
| --------------------- | ------- | -------- | ------ |
| Nummer-eins-Singles   | FR2FR   | BEW—BEW  | CH—CH  |
| Top-10-Singles        | FR22FR  | BEW1BEW  | CH1CH  |
| Singles in den Charts | FR121FR | BEW10BEW | CH20CH |

### Auszeichnungen für Musikverkäufe
| Goldene Schallplatte - Frankreich - 2023: für das Lied Switch Up - 2024: für das Lied Tmax 530 |

Anmerkung: Auszeichnungen in Ländern aus den Charttabellen bzw. Chartboxen sind in ebendiesen zu finden.
| Land/RegionAuszeichnungen für Musikverkäufe (Land/Region, Auszeichnungen, Verkäufe, Quellen) | Gold       | Platin       | Diamant       | Verkäufe   | Quellen         |
| -------------------------------------------------------------------------------------------- | ---------- | ------------ | ------------- | ---------- | --------------- |
| Belgien (BRMA)                                                                               | 8× Gold8   | 2× Platin2   | —             | 120.000    | ultratop.be     |
| Frankreich (SNEP)                                                                            | 34× Gold34 | 14× Platin14 | 15× Diamant15 | 10.816.662 | snepmusique.com |
| Insgesamt                                                                                    | 42× Gold42 | 16× Platin16 | 15× Diamant15 |            |                 |